# LZ 31
Das Marine-Luftschiff L 6 war das 31. Luftschiff des Luftschiffbau Zeppelin (LZ 31). Es handelte sich um den sechsten Zeppelin der Typs m, der im November 1914 seine erste Fahrt durchführte. Sein erster Kommandant war der Oberleutnant zur See Freiherr von Buttlar, der spätere Pour le Mérite-Träger.
Der zuletzt als Schulschiff eingesetzte Zeppelin verbrannte am 16. September 1916 in seiner Halle in Fuhlsbüttel beim Gasnachfüllen zusammen mit dem Luftschiff L 9 (LZ 36).

## Geschichte
Die erste Fahrt von LZ 31 fand am 3. November 1914 statt. Die Marine übernahm das Luftschiff unter der militärischen Kennung L 6. Erste Einsatzhäfen des Luftschiffs wurden Fuhlsbüttel und Nordholz.
L 6 wurde hauptsächlich für Aufklärungsfahrten über der Nordsee eingesetzt. Eine besondere Fahrt fand am 25. Dezember 1914 statt, als das Luftschiff englische Flottenaktivitäten nahe der deutschen Küste (Weihnachtsangriff) aufklärte. Drei englische Flugzeugmutterschiffe konnten 30 Kilometer vor Helgoland sieben Wasserflugzeuge für einen Bombenangriff auf den Luftschiffhafen Nordholz in die Luft bringen. L 6 warf auf das auf der Rückfahrt befindliche Flugzeugmutterschiff Empress mehrere Bomben ab, verfehlte aber das Schiff.
Einen Bombenangriff auf England in der Nacht vom 19. auf den 20. Januar 1915 musste L 6 wegen schwerer Vereisung bei Terschelling abbrechen.
Nach einer Suchfahrt über der Nordsee im Februar 1915 nach vermissten deutschen Flugzeugen, fiel der Zeppelin bei der Landung, geblendet durch die Landescheinwerfer, in einen Wald. Das Luftschiff konnte aber geborgen und in wenigen Tagen wieder fahrbereit gemacht werden.

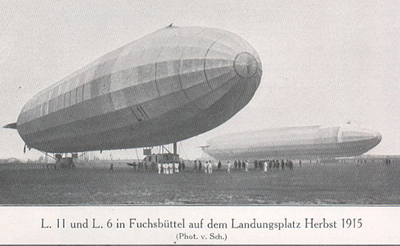
L 11 und L 6 in Fuhlsbüttel 1915

In der Nacht vom 14. auf den 15. April 1915 warf das Luftschiff bei einem Angriff auf England 700 kg Bomben auf Maldon. Dabei wurde das Schiff durch Abwehrfeuer stark beschädigt, konnte aber zum Heimathafen zurückkehren.

Anfang Mai wurde Kapitänleutnant Joachim Breithaupt neuer Kommandant des Luftschiffs. Der inzwischen etwas veraltete Zeppelin wurde nur noch zu Aufklärungsfahrten eingesetzt. Er entdeckte Ende Juni und Anfang Juli zwei neue Minensperren der Briten und markierte diese mit Bojen. Auch vor einem drohenden Seefliegerangriff konnte L 6 rechtzeitig warnen.
Ab dem 4. August 1915 wurde das zuletzt aus Hage eingesetzte Schiff nur noch als Schulschiff unter Führung des Kapitänleutnants der Reserve Blew von der DELAG verwandt. Anfangs aus Dresden eingesetzt, verlegte L 6 1916 wieder nach Fuhlsbüttel.

## Ende von LZ 31/L 6
Am 16. September 1916 verbrannte L 6, zusammen mit L 9, beim unsachgemäßen Nachfüllen von Traggas, das sich entzündete, in seiner Halle in Fuhlsbüttel. Das Luftschiff hatte bis dahin 91 Fahrten durchgeführt und dabei 73.921 km zurückgelegt; neben 36 Aufklärungsfahrten wurde L 6 auch auf 2 Angriffsfahrten eingesetzt.

## Technische Daten
- Traggasvolumen: 22.500 m³ Wasserstoff
- Länge: 158,0 m
- Durchmesser: 14,90 m
- Nutzlast: 9,2 t
- Antrieb: drei Maybach-Motoren von je 210 PS (154 kW)
- Geschwindigkeit: 22,4 m/s

## Kommandanten
- Oberleutnant zur See Horst Treusch Freiherr von Buttlar: von der Indienststellung bis Mai 1915
- Kapitänleutnant Joachim Breithaupt: ab Mai 1915
- Kapitänleutnant Otto von Schubert